# 9 (getal)
Negen is het natuurlijke getal  dat acht opvolgt en aan het getal tien voorafgaat. Het getal wordt weergegeven door het enkele cijfer 9. 

## In de wiskunde
- Ieder getal waarvan de cijfersom 9 is, is zelf deelbaar door 9.
Bijvoorbeeld: 2817 is deelbaar door 9, omdat de cijfersom 9 is (2 + 8 + 1 + 7 = 18 en 1 + 8 = 9).
- De negenproef staat in verband met bovengenoemde eigenschap.
- 9 is het kleinste Kaprekargetal, omdat {\displaystyle 9^{2}} = 81 en 8 + 1 = 9. Het is een Motzkingetal.
- Negen is uiteraard een negenhoeksgetal.
- Negen is een getal uit de rij van Padovan.
- Negen is het kleinste oneven getal dat een samengesteld getal is.

## Over het symbool
- Negen komt in de natuur voor bij de geboorte van een mens met betrekking tot de maan: de negen manen.
- In het Hebreeuws heeft de negen dan ook de baarmoeder als teken.
- Als een negen omgedraaid wordt, wordt het een zes.
- De negen is de laatste der eenheden in het decimale talstelsel.
- Negen, als de hoogste enkele cijfer in het decimale talstelsel, symboliseert volledigheid in het bahaigeloof. Bovendien heeft het woord bahá' in de Abjad-notatie een waarde van 9 en een negenpuntige ster wordt gebruikt om de religie te symboliseren.

## In het Nederlands
- Negen is een hoofdtelwoord
- Negen is ook een palindroom.

## Natuurwetenschappen
- In de kleurcode voor elektronische componenten wordt 9 aangeduid met de kleur wit.
- In de kleurcodering in de bibliotheek wordt de 9 door de letter L op een bruin vlak gerepresenteerd.
- Negen uur in de avond wordt vaak als 21.00 uur geschreven.
- Negen is het atoomnummer van Fluor (F)

## Overig
Negen komt voor in:
- Het kinderliedje Drie maal drie is negen
- Enneade, negen Egyptische goden
- Het Enneagram, dat negen persoonlijkheidstypen beschrijft.
- Novenair, het talstelsel met grondgetal 9
- Als prefixes: ennea- (Grieks) en nona- (Latijn)
- De Noveen; een periode van negen dagen waarop men op bijzondere wijze tot God bidt.